# Всенародное голосование по Конституции России
Всенародное голосование по проекту Конституции Российской Федерации было проведено 12 декабря 1993 года, одновременно с выборами депутатов Государственной Думы и Совета Федерации — палат Федерального Собрания — российского парламента, вводимого заключительными и переходными положениями принимаемой Конституции.

## Предыстория

### Разработка проекта новой Конституции России
12 июня 1990 года Съезд народных депутатов РСФСР принял Декларацию о государственном суверенитете РСФСР, в которой впервые была поставлена задача разработки новой российской Конституции на основе провозглашенных в ней принципов, включая принцип разделения властей. А 16 июня того же года была образована Конституционная комиссия I Съезда народных депутатов РСФСР (председатель Б. Н. Ельцин, ответственный секретарь О. Г. Румянцев), начавшая этот процесс.
Параллельно различными политическими силами разрабатывались и предлагались к обсуждению свои проекты новой конституции. Например, отдельный президентский проект был опубликован 30 апреля 1993 года.
К сентябрю 1993 года официально рассматривались только два проекта: проект Конституционной комиссии Съезда народных депутатов РФ и проект Конституционного совещания, созванного 5 июня 1993 года по указу Президента России Б. Н. Ельцина.

### Конституционный кризис
Противостояние и противоборство политических сил, законодательной и исполнительной властей привело к значительной затяжке принятия новой Конституции.
21 сентября 1993 года Президент России издал Указ «О поэтапной конституционной реформе в Российской Федерации», которым постановлял прервать осуществление законодательной, распорядительной и контрольной функций Съездом народных депутатов России и Верховным Советом России; прекратить полномочия народных депутатов Российской Федерации; представить единый согласованный Конституционной комиссией и Конституционным совещанием проект Конституции Российской Федерации в соответствии с рекомендациями Рабочей группы Конституционной комиссии; провести выборы в Государственную Думу Федерального Собрания Российской Федерации.

Конституционная реформа в Российской Федерации практически свёрнута. Верховный Совет блокирует решения Съездов народных депутатов Российской Федерации о принятии новой Конституции…
…В сложившихся условиях единственным соответствующим принципам народовластия средством прекращения противостояния Съезда, Верховного Совета, с одной стороны, Президента и Правительства, с другой, а также преодоления паралича государственной власти, являются выборы нового Парламента Российской Федерации.— Указ Президента РФ № 1400 «О поэтапной конституционной реформе в Российской Федерации».
Кульминацией этого конфликта стали события сентября — октября 1993 года в Москве, когда в ходе вооружённого столкновения между властями, их сторонниками произошёл так называемый «разгон» Съезда народных депутатов Российской Федерации и Верховного Совета Российской Федерации с применением оружия и бронетехники и многочисленными человеческими жертвами.

### Завершение работы над проектом новой Конституции России
В условиях создавшегося политического и конституционного кризиса принятие новой Конституции должно было поспособствовать установлению стабильности в обществе. Для окончательной выработки проекта в октябре 1993 года за основу был принят проект Конституционного совещания, вобравший в себя ряд положений проекта Конституционной комиссии. Во вновь созданных органах Конституционного совещания: Государственной палате (координаторы Б. А. Золотухин и А. М. Яковлев) и Общественной палате (координатор А. А. Собчак), а также в Комиссии конституционного арбитража Конституционного совещания, с привлечением представителей субъектов Российской Федерации, народных депутатов, их различных фракций, специалистов и рабочих групп была осуществлена значительная доработка проекта Конституции.
1 ноября 1993 года состоялось заседание Комиссии конституционного арбитража, которая вынесла шесть решений по остававшимся спорным вопросам. 3 ноября прошла встреча с руководителями регионов, которые предложили создать временную рабочую группу для учёта предложений, поступивших от регионов. В течение суток данной рабочей группой были переработаны четыре статьи проекта.
По завершении разработки проекта Конституции 5 ноября 1993 года была образована группа по редактированию проекта Конституции Российской Федерации, одобренного Конституционным совещанием, которой было разрешено стилистическое и технико-юридическое редактирование проекта, внесение в проект изменений и дополнений, не имеющие концептуального характера. Также директором Института русского языка РАН был созван учёный совет по обсуждению проекта.
8 ноября отредактированный ориентировочный текст проекта, завизированный редакционной группой и учёным советом, был представлен Президенту России. К середине того же дня работа над проектом была полностью завершена:

Скажу для историков, подписал проект Конституции, и как говорится, поставил последнюю точку 8 ноября 1993 года, в 15 часов 15 минут.— Борис Ельцин: Как президент, я больше других заинтересован в социальной стабильности // «Известия», 16 ноября 1993 года.
9 ноября окончательный текст проекта новой Конституции Российской Федерации, предлагаемый к утверждению всенародным голосованием, был направлен Президентом России Центризбиркому и средствам массовой информации для обнародования. Его опубликование было осуществлено 10 ноября 1993 года в «Российских Вестях», «Российской газете», «Известиях». Несколько позднее проект опубликовали также в местных периодических изданиях.

## Правовые моменты президентских указаний о проведении всенародного голосования
В связи с прекращением деятельности народных депутатов и судей Конституционного суда Президент Российской Федерации Б. Н. Ельцин при фактическом пренебрежении действующей конституцией издал ряд указов, санкционирующих проведение всероссийского голосования по проекту конституции и парламентских выборов, целью которых было принятие нового Основного закона, смена конституционного строя страны.
Согласно указу Президента России от 15 октября 1993 года № 1633 «О проведении всенародного голосования по проекту Конституции Российской Федерации», датой всенародного голосования был определён день 12 декабря 1993 года; в бюллетени, напечатанные на русском языке (в республиках в составе Российской Федерации, автономной области и автономных округах — также на соответствующих языках) должна была быть включена следующая формулировка:

«Принимаете ли Вы Конституцию Российской Федерации?»
«Да» или «Нет».
Проводимое «всенародное голосование», на котором гражданам России предполагалось проголосовать за принятие Конституции Российской Федерации, официально не называлось «референдумом» ввиду того, что Президент России, согласно действовавшему законодательству, формально не мог быть инициатором проведения референдума. Так, в законе РСФСР от 16 октября 1990 года № 241-1 «О референдуме РСФСР» говорилось, что право принятия решения о проведении всероссийского референдума — всенародного голосования по наиболее важным вопросам государственной и общественной жизни Республики — принадлежит Съезду народных депутатов РСФСР, а в периоды между съездами — Верховному Совету России (ст. 9). Решение о проведении референдума могло быть принято либо Съездом народных депутатов РСФСР, либо Верховным Советом РСФСР по их собственной инициативе, а также по требованию: не менее чем одного миллиона граждан РСФСР, имеющих право на участие в референдуме; не менее одной трети от общего числа народных депутатов РСФСР (ст. 10). Данный закон действовал до 16 октября 1995 года, пока не был отменён Федеральным конституционным законом от 10 октября 1995 года № 2-ФКЗ «О референдуме Российской Федерации».
Существенным отличием указа Президента России «О проведении всенародного голосования по проекту Конституции Российской Федерации» от означенного Закона РСФСР «О референдуме» было также положение о том, что Конституция России считалась бы принятой, если бы «за её принятие проголосовало более 50 процентов избирателей, принявших участие в голосовании» (п. «и» ч. 2 ст. 22 Положения о всенародном голосовании, утверждённого Указом), тогда как по Закону о референдуме решения по конституции считаются принятыми, только если «за них проголосовало более половины граждан РСФСР, внесённых в списки для участия в референдуме» (абз. 4 ст. 35 Закона РСФСР).

## Проведение всенародного голосования
За исключением Чечни и Татарстана, практически все регионы, даже те, где региональные Советы ранее признавали указы Б. Н. Ельцина о роспуске Советов неконституционными, а А. В. Руцкого — исполняющим обязанности Президента России, включились в подготовку к всенародному голосованию и выборам в Федеральное Собрание.
Перед всенародным голосованием было отмечено проведение широкой антиконституционной агитации. Против принятия проекта Конституции Российской Федерации выступили национальные (особенно в республиках) и коммунистические (особенно в регионах «Красного пояса») движения.
Критическую позицию по проекту Конституции Российской Федерации занял Председатель Верховного Совета Башкортостана М. Г. Рахимов, выступивший против принятия проекта Конституции из-за изъятия из неё Федеративного договора.
Коммунистическая партия Российской Федерации (лидер Г. А. Зюганов), выдвигая кандидатов на выборы в Федеральное Собрание, агитировала против принятия проекта Конституции. С соответствующими обращениями выступили обкомы КПРФ.
Либерально-демократическая партия России (лидер В. В. Жириновский) подвергла критике статью 5 проекта Конституции (о национальных республиках, автономных округах и автономной области), но агитировала за её принятие на всенародном голосовании.
25 ноября 1993 года Центризбирком (председатель Н. Т. Рябов) и Третейский информационный суд (председатель А. Б. Венгеров), созданный для рассмотрения споров, касающихся предвыборной агитации, сделали совместное заявление о недопустимости использования эфирного времени для агитации против принятия проекта Конституции. Вскоре на встрече Президента России с лидерами политических сил в Кремле с подобными заявлениями выступили А. А. Собчак и А. Н. Шохин. 29 ноября председатель правительственной комиссии по проведению всенародного голосования В. Ф. Шумейко выступил с разъяснением о «нечестности» кандидатов в депутаты Федерального Собрания, критикующих проект Конституции, поскольку законодательную основу для самого Федерального Собрания призвана создать предлагаемая к принятию Конституция Российской Федерации.
1 декабря Третейский информационный суд осудил разъяснения В. Ф. Шумейко, дав заключение о том, что кандидаты в депутаты вправе самостоятельно определять содержание и форму своих предвыборных выступлений и высказываний, в том числе по проекту Конституции России. 2 декабря Центризбирком постановил оставить без удовлетворения обращение В. Ф. Шумейко о снятии с регистрации КПРФ и Демократической партии России (лидер Н. И. Травкин) за их агитацию против проекта Конституции России.
10 декабря 1993 года Президент России и 11 декабря председатель Центризбиркома выступили с обращениями к гражданам России, в котором призвали всех прийти 12 декабря на всенародное голосование, описав важность значения принятия новой Конституции Российской Федерации.
Всенародное голосование проводилось с 8:00 до 22:00 часов по местному времени (по избирательным участкам, где проголосовали все зарегистрированные избиратели, соответствующие участковые избирательные комиссии были вправе прекратить голосование ранее 22:00).
Поздним вечером 12 декабря на телеканале «Останкино» начался 8-часовой телемарафон «С Новым политическим годом!» (ведущие Тамара Максимова, Валентина Жданова, Алексей Пиманов), где в прямом эфире отслеживался подсчёт голосов, шла трансляция из Государственного Кремлёвского дворца. Во время телемарафона случился конфуз: когда данные о результатах выборов поступали с задержкой и по мере их поступления гости, приглашенные праздновать победу пропрезидентских партий, один за другим начали покидать студию. Стала знаменитой реплика Ю. Ф. Карякина, сказанная тогда в эфире: «Россия, ты одурела!». Согласно заявлению Центризбиркома, никто из его членов не имел отношения к организации или проведению этого телевизионного шоу.
Тем же вечером на телеканале «РТР» после программы «Вести» начался ночной информационный канал (НИКА), где приглашённые лица рассуждали о выборах, с прямыми включениями с мест голосования.

### Выборы в Федеральное Собрание Российской Федерации
Одновременно со всенародным голосованием по Конституции России были проведены выборы депутатов в Государственную думу и выборы депутатов в Совет Федерации первого созыва — органы, введение которых предусматривалось проектом новой Конституции. На выборах в Думу победила ЛДПР (лидер В. В. Жириновский). Демократические партии и блоки, включая крупнейший проправительственный блок «Выбор России» (лидер Е. Т. Гайдар) в сумме получили менее половины голосов избирателей.
При этом, согласно указу Президента России от 19 октября 1993 года № 1661 «О некоторых мерах по обеспечению государственной и общественной безопасности в период проведения избирательной кампании 1993 года», от участия в выборах в Федеральное Собрание были отстранены партии и организации, члены которых принимали участие в столкновениях в сентябре-октябре 1993 года на стороне Съезда народных депутатов и Верховного Совета Российской Федерации.

### Региональные выборы
В ряде регионов совместно со всенародным голосованием по проекту Конституции Российской Федерации и выборами депутатов Федерального Собрания были проведены региональные выборы.
В Москве состоялись выборы в Московскую городскую думу. В Волгоградской области прошли выборы в Волгоградскую областную Думу.
В Башкортостане состоялись выборы из двух кандидатов Президента Республики Башкортостан. Им был избран Председатель Верховного Совета Республики Башкортостан М. Г. Рахимов, набравший 63 % голосов избирателей. При этом, после объявления официальных результатов он заявил, что «всегда выступал против института президентства Башкортостана, считая, что в России должен быть один президент».
В Чувашии выборы Президента Чувашской Республики не выявили победителя в первом туре, так как ни один из семи претендентов не набрал необходимого большинства голосов. По результатам второго тура голосования, прошедшего через неделю, первым президентом Чувашской Республики стал бывший Министр юстиции Российской Федерации Н. В. Фёдоров.

### Республика Татарстан
Ещё 24 июня 1993 года власти Татарстана отозвали свою делегацию из Конституционного совещания из-за «игнорирования им законодательной инициативы Республики Татарстан о новом видении федерализма в России».
В ноябре в республике был создан Координационный совет, в который вошли более 37 различных политических организаций (большей частью национальные и коммунистические). Задачей совета была организация бойкота, использование всех легальных средств для того, чтобы не допустить всенародного голосования и выборов на территории Татарстана. В конце ноября сессия Верховного Совета Республики Татарстан приняла постановление о несогласии с проектом российской Конституции. К всенародному голосованию по всей республике было организовано распространение газеты «Суверенитет», вышедшей тиражом 500 тысяч экземпляров, в которой заявлялось, что участие в выборах в Федеральное Собрание — это «измена государственным интересам Татарстана».
Перед всенародным голосованием Президент Татарстана М. Ш. Шаймиев подтвердил, что в республике созданы все условия для свободного волеизъявления, поскольку граждане Республики Татарстан по Конституции Татарстана 1992 года обладают гражданством России. Он также указал, что власти республики будут считать новую Конституцию Российской Федерации принятой в целом по стране, даже если она не найдёт поддержку в некоторых республиках, в частности в Татарстане.
Вследствие призыва властей и различных политических сил Татарстана бойкотировать всенародное голосование 12 декабря 1993 года в республике была зафиксирована рекордно низкая явка избирателей (менее 15 %). Так, в Актанышском районе на избирательные участки пришло всего три человека.
Выборы депутатов Совета Федерации 12 декабря в Татарстане не проводились, а выборы депутатов Государственной Думы в республике были признаны не состоявшимися. Довыборы прошли после подписания 15 февраля 1994 года Договора между Российской Федерацией и Татарстаном, в котором признавалось, что «Республика Татарстан как государство объединена с Российской Федерацией Конституцией Российской Федерации».

### Чеченская республика
Власти самопровозглашенной Чеченской Республики (Нохчи-чо) во главе с президентом Д. М. Дудаевым с июля 1991 года заявляли о независимости Чечни и воспрепятствовали проведению всенародного голосования и парламентских выборов 12 декабря 1993 года. Однако в соседних регионах в приграничных к Чечне населённых пунктах (например, в станице Галюгаевская Ставропольского края) жителям Чечни была предоставлена возможность принять участие в голосовании, несмотря на то, что воскресенье в республике было объявлено рабочим днём.

## Результаты всенародного голосования
Днём 13 декабря 1993 года Центральная избирательная комиссия обнародовала первую официальную информацию, содержащую предварительные результаты голосования. 15 декабря председатель Центризбиркома подтвердил в пресс-центре МИД России, что считает новую Конституцию принятой. В течение 10 дней после голосования службы Центризбиркома вели при подсчёте голосов обработку поступающих от участковых и окружных избирательных комиссий протоколов.
22 декабря Центризбирком обнародовал общие итоговые результаты, объявив о том, что всенародное голосование состоялось, а проект Конституции Российской Федерации одобрен необходимым большинством населения. C подобным заявлением 22 декабря выступил Президент России на пресс-конференции в Кремле.
Согласно официальным итоговым данным, во всенародном голосовании приняло участие 58 187 775 зарегистрированных избирателей (54,8 %), большинство из которых — 32 937 630 (58,4 %) проголосовали за принятие новой Конституции. Таким образом, за новую Конституцию проголосовало 58,43 % от числа принявших участие в голосовании, что при явке в 54,81 % составляло 31,02 % от числа зарегистрированных избирателей в России, что существенно меньше половины всех избирателей.
| Код и именование региона | Код и именование региона                       | Избирателей | Выданных бюллетеней | Бюллетеней в ящиках | Недействи- тельных бюллетеней | Действи- тельных бюллетеней | Голосов ЗА принятие конституции | Голосов ПРОТИВ принятия конституции | % голосов ЗА от числа действи- тельных бюллетеней |
| ------------------------ | ---------------------------------------------- | ----------- | ------------------- | ------------------- | ----------------------------- | --------------------------- | ------------------------------- | ----------------------------------- | ------------------------------------------------- |
| 1                        | Республика Адыгея (Адыгея)                     | 323 612     | 196 576             | 195 574             | 3157                          | 192 417                     | 74 846                          | 117 571                             | 38,90                                             |
| 2                        | Республика Башкортостан                        | 2 824 125   | 1 780 808           | 1 770 017           | 52 113                        | 1 717 904                   | 721 769                         | 996 135                             | 42,01                                             |
| 3                        | Республика Бурятия                             | 663 957     | 370 824             | 368 805             | 15 479                        | 353 326                     | 204 779                         | 148 547                             | 57,96                                             |
| 4                        | Республика Алтай¹                              | 123 091     | 81 559              | 80 763              | 2818                          | 77 945                      | 43 629                          | 34 316                              | 55,97                                             |
| 5                        | Республика Дагестан¹                           | 1 089 626   | 692 326             | 690 630             | 11 332                        | 679 298                     | 141 697                         | 537 601                             | 20,86                                             |
| 6                        | Ингушская Республика                           | 124 754     | 67 004              | 66 929              | 877                           | 66 052                      | 37 583                          | 28 469                              | 56,90                                             |
| 7                        | Кабардино-Балкарская Республика                | 508 683     | 303 473             | 298 616             | 5849                          | 292 767                     | 185 214                         | 107 553                             | 63,26                                             |
| 8                        | Республика Калмыкия — Хальмг Тангч             | 206 944     | 118 367             | 117 497             | 6359                          | 111 138                     | 57 258                          | 53 880                              | 51,52                                             |
| 9                        | Карачаево-Черкесская Республика                | 286 579     | 202 260             | 201 608             | 3353                          | 198 255                     | 55 512                          | 142 743                             | 28,00                                             |
| 10                       | Республика Карелия                             | 577 618     | 307 107             | 305 061             | 7760                          | 297 301                     | 210 730                         | 86 571                              | 70,88                                             |
| 11                       | Республика Коми                                | 808 418     | 386 226             | 384 231             | 9158                          | 375 073                     | 239 180                         | 135 893                             | 63,77                                             |
| 12                       | Республика Марий Эл                            | 537 282     | 309 094             | 308 109             | 10 235                        | 297 874                     | 156 179                         | 141 695                             | 52,43                                             |
| 13                       | Республика Мордовия¹                           | 689 309     | 425 461             | 424 735             | 10 737                        | 413 998                     | 153 778                         | 260 220                             | 37,14                                             |
| 14                       | Республика Саха (Якутия)                       | 625 432     | 411 494             | 408 919             | 19 403                        | 389 516                     | 214 263                         | 175 253                             | 55,01                                             |
| 15                       | Республика Северная Осетия¹                    | 421 500     | 258 199             | 256 629             | 7626                          | 249 003                     | 132 202                         | 116 801                             | 53,09                                             |
| 16                       | Республика Татарстан (Татарстан)²              | 2 638 575   | 367 088             | 366 220             | 13 434                        | 352 786                     | 264 028                         | 88 758                              | 74,84                                             |
| 17                       | Республика Тыва¹                               | 165 620     | 109 591             | 104 549             | 4240                          | 100 309                     | 31 310                          | 68 999                              | 31,21                                             |
| 18                       | Удмуртская Республика                          | 1 134 009   | 542 125             | 540 390             | 16 452                        | 523 938                     | 301 026                         | 222 912                             | 57,45                                             |
| 19                       | Республика Хакасия                             | 384 234     | 176 274             | 175 722             | 5146                          | 170 576                     | 99 737                          | 70 839                              | 58,47                                             |
| 20                       | Чеченская Республика³                          | -           | 0                   | 0                   | 0                             | 0                           | 0                               | 0                                   | 0                                                 |
| 21                       | Чувашская Республика — Чаваш Республики        | 943 458     | 594 454             | 592 553             | 22 315                        | 570 238                     | 237 107                         | 333 131                             | 41,58                                             |
| 22                       | Алтайский край                                 | 1 929 497   | 1 054 793           | 1 046 013           | 22 039                        | 1 023 974                   | 524 005                         | 499 969                             | 51,17                                             |
| 23                       | Краснодарский край                             | 3 546 775   | 1 937 754           | 1 931 992           | 34 229                        | 1 897 763                   | 970 838                         | 926 925                             | 51,16                                             |
| 24                       | Красноярский край                              | 2 117 784   | 1 156 667           | 1 080 258           | 23 596                        | 1 056 662                   | 653 489                         | 403 173                             | 61,84                                             |
| 25                       | Приморский край                                | 1 549 823   | 799 748             | 791 651             | 19 836                        | 771 815                     | 551 447                         | 220 368                             | 71,45                                             |
| 26                       | Ставропольский край                            | 1 809 146   | 1 148 581           | 1 141 466           | 18 948                        | 1 122 518                   | 607 825                         | 514 693                             | 54,15                                             |
| 27                       | Хабаровский край                               | 1 081 802   | 520 315             | 514 154             | 13 692                        | 500 462                     | 352 619                         | 147 843                             | 70,46                                             |
| 28                       | Амурская область                               | 670 701     | 402 678             | 387 102             | 6811                          | 380 291                     | 191 060                         | 189 231                             | 50,24                                             |
| 29                       | Архангельская область                          | 1 059 404   | 577 318             | 573 974             | 12 960                        | 561 014                     | 410 905                         | 150 109                             | 73,24                                             |
| 30                       | Астраханская область                           | 723 936     | 366 117             | 365 003             | 8791                          | 356 212                     | 208 298                         | 147 914                             | 58,48                                             |
| 31                       | Белгородская область                           | 1 055 318   | 707 469             | 704 984             | 11 758                        | 693 226                     | 311 577                         | 381 649                             | 44,95                                             |
| 32                       | Брянская область                               | 1 094 780   | 709 609             | 705 313             | 12 377                        | 692 936                     | 293 494                         | 399 442                             | 42,36                                             |
| 33                       | Владимирская область                           | 1 227 727   | 736 396             | 732 899             | 19 230                        | 713 669                     | 425 548                         | 288 121                             | 59,63                                             |
| 34                       | Волгоградская область                          | 1 926 086   | 1 067 007           | 1 061 942           | 28 743                        | 1 033 199                   | 503 391                         | 529 808                             | 48,72                                             |
| 35                       | Вологодская область                            | 974 026     | 578 605             | 576 482             | 13 633                        | 562 849                     | 393 088                         | 169 761                             | 69,84                                             |
| 36                       | Воронежская область                            | 1 922 595   | 1 136 303           | 1 131 657           | 19 293                        | 1 112 364                   | 502 358                         | 610 006                             | 45,16                                             |
| 37                       | Ивановская область                             | 966 579     | 552 281             | 550 679             | 14 274                        | 536 405                     | 343 390                         | 193 015                             | 64,02                                             |
| 38                       | Иркутская область                              | 1 767 955   | 864 141             | 856 194             | 17 947                        | 838 247                     | 621 676                         | 216 571                             | 74,16                                             |
| 39                       | Калининградская область                        | 691 226     | 390 777             | 388 235             | 8949                          | 379 286                     | 251 575                         | 127 711                             | 66,33                                             |
| 40                       | Калужская область                              | 806 958     | 507 809             | 505 299             | 9896                          | 495 403                     | 250 653                         | 244 750                             | 50,60                                             |
| 41                       | Камчатская область                             | 286 983     | 126 537             | 123 989             | 2574                          | 121 415                     | 86 239                          | 35 176                              | 71,03                                             |
| 42                       | Кемеровская область                            | 2 147 965   | 1 144 019           | 1134 485            | 37 252                        | 1 097 233                   | 683 552                         | 413681                              | 62,30                                             |
| 43                       | Кировская область                              | 1 199 823   | 694 621             | 692 204             | 19 851                        | 672 353                     | 412 671                         | 259 682                             | 61,38                                             |
| 44                       | Костромская область                            | 594 812     | 356 212             | 354 996             | 7237                          | 347 759                     | 201 711                         | 146 048                             | 58,00                                             |
| 45                       | Курганская область                             | 780 223     | 472 793             | 471 729             | 9186                          | 462 543                     | 264 749                         | 197 794                             | 57,24                                             |
| 46                       | Курская область                                | 996 385     | 639 130             | 637 470             | 10 119                        | 627 351                     | 274 704                         | 352 647                             | 43,79                                             |
| 47                       | Ленинградская область                          | 1 258 387   | 710 147             | 705 357             | 15 586                        | 689 771                     | 466 167                         | 223 604                             | 67,58                                             |
| 48                       | Липецкая область                               | 923 922     | 554 522             | 552 963             | 12 352                        | 540 611                     | 229 086                         | 311 525                             | 42,38                                             |
| 49                       | Магаданская область                            | 186 780     | 91 051              | 90 498              | 1732                          | 88 766                      | 60 854                          | 27 912                              | 68,56                                             |
| 50                       | Московская область                             | 5 374 056   | 3 035 578           | 3 016 912           | 90 718                        | 2 926 194                   | 1 841 771                       | 1 084 423                           | 62,94                                             |
| 51                       | Мурманская область                             | 806 705     | 412 117             | 408 506             | 8824                          | 399 682                     | 284 984                         | 114 698                             | 71,30                                             |
| 52                       | Нижегородская область                          | 2 832 863   | 1 480 964           | 1 469 243           | 41 952                        | 1 427 291                   | 820 215                         | 607 076                             | 57,47                                             |
| 53                       | Новгородская область                           | 559 612     | 330 501             | 329 477             | 7709                          | 321 768                     | 202 832                         | 118 936                             | 63,04                                             |
| 54                       | Новосибирская область                          | 2 005 969   | 1 020 759           | 1 012 276           | 23 205                        | 989 071                     | 509 592                         | 479 479                             | 51,52                                             |
| 55                       | Омская область                                 | 1 506 471   | 881 047             | 873 378             | 22 419                        | 850 959                     | 491 751                         | 359 208                             | 57,79                                             |
| 56                       | Оренбургская область                           | 1 551 638   | 856 785             | 852 464             | 20 026                        | 832 438                     | 482 966                         | 349 472                             | 58,02                                             |
| 57                       | Орловская область                              | 687 002     | 445 592             | 444 914             | 7361                          | 437 553                     | 186 463                         | 251 090                             | 42,61                                             |
| 58                       | Пензенская область                             | 1 152 399   | 742 617             | 739 011             | 13 496                        | 725 515                     | 289 550                         | 435 965                             | 39,91                                             |
| 59                       | Пермская область                               | 1 995 770   | 924 516             | 920 730             | 24 379                        | 896 351                     | 715 229                         | 181 122                             | 79,79                                             |
| 60                       | Псковская область                              | 643 485     | 431 641             | 430 134             | 6498                          | 423 636                     | 241 283                         | 182 353                             | 56,96                                             |
| 61                       | Ростовская область                             | 3 236 960   | 1 857 250           | 1 846 597           | 41 588                        | 1 805 009                   | 929 506                         | 875 503                             | 51,50                                             |
| 62                       | Рязанская область                              | 1 019 518   | 665 216             | 661 581             | 13 465                        | 648 116                     | 327 812                         | 320 304                             | 50,58                                             |
| 63                       | Самарская область                              | 2 424 184   | 1 290 440           | 1 273 514           | 33 205                        | 1 240 309                   | 705 425                         | 534 884                             | 56,87                                             |
| 64                       | Саратовская область                            | 2 009 819   | 1 177 442           | 1 171 076           | 23 346                        | 1 147 730                   | 586 019                         | 561 711                             | 51,06                                             |
| 65                       | Сахалинская область                            | 473 474     | 238 016             | 236 321             | 5863                          | 230 458                     | 147 406                         | 83 052                              | 63,96                                             |
| 66                       | Свердловская область                           | 3 426 954   | 1 671 931           | 1 665 832           | 38 543                        | 1 627 289                   | 1 299 299                       | 327 990                             | 79,84                                             |
| 67                       | Смоленская область                             | 873 729     | 563 283             | 561 330             | 9944                          | 551 386                     | 236 097                         | 315 289                             | 42,82                                             |
| 68                       | Тамбовская область                             | 977 867     | 627 620             | 625 765             | 13 331                        | 612 434                     | 257 133                         | 355 301                             | 41,99                                             |
| 69                       | Тверская область                               | 1 239 450   | 773 399             | 770 524             | 16 657                        | 753 867                     | 387 026                         | 366 841                             | 51,34                                             |
| 70                       | Томская область                                | 728 062     | 328 433             | 326 993             | 9061                          | 317 932                     | 217 624                         | 100 308                             | 68,45                                             |
| 71                       | Тульская область                               | 1 441 233   | 866 963             | 862 959             | 23 602                        | 839 357                     | 488 714                         | 350 643                             | 58,22                                             |
| 72                       | Тюменская область                              | 883 203     | 431 344             | 429 428             | 11 935                        | 417 493                     | 282 917                         | 134 576                             | 67,77                                             |
| 73                       | Ульяновская область                            | 1 059 023   | 630 382             | 628 198             | 14 056                        | 614 142                     | 314 216                         | 299 926                             | 51,16                                             |
| 74                       | Челябинская область                            | 2 631 098   | 1 343 052           | 1 335 437           | 27 893                        | 1 307 544                   | 1 009 544                       | 298 000                             | 77,21                                             |
| 75                       | Читинская область                              | 790 137     | 409 438             | 405 715             | 10 428                        | 395 287                     | 224 548                         | 170 739                             | 56,81                                             |
| 76                       | Ярославская область                            | 1 098 483   | 618 127             | 616 259             | 16 348                        | 599 911                     | 397 898                         | 202 013                             | 66,33                                             |
| 77                       | город Москва                                   | 6 987 494   | 3 664 296           | 3 613 747           | 75 817                        | 3 537 930                   | 2 474 524                       | 1 063 406                           | 69,94                                             |
| 78                       | город Санкт-Петербург                          | 3 760 852   | 1 995 876           | 1 972 060           | 28 408                        | 1 943 652                   | 1 391 887                       | 551 765                             | 71,61                                             |
| 79                       | Еврейская автономная область                   | 137 038     | 70 760              | 70 629              | 2152                          | 68 477                      | 44 406                          | 24 071                              | 64,85                                             |
| 80                       | Агинский Бурятский автономный округ            | 44 387      | 28 391              | 28 317              | 846                           | 27 471                      | 19 201                          | 8270                                | 69,90                                             |
| 81                       | Коми-Пермяцкий автономный округ                | 102 909     | 58 685              | 58 615              | 1603                          | 57 012                      | 46 432                          | 10 580                              | 81,44                                             |
| 82                       | Корякский автономный округ                     | 22 828      | 13 506              | 13 318              | 792                           | 12 526                      | 9267                            | 3259                                | 73,98                                             |
| 83                       | Ненецкий автономный округ                      | 31 470      | 18 553              | 18 479              | 554                           | 17 925                      | 13 338                          | 4587                                | 74,41                                             |
| 84                       | Таймырский (Долгано-Ненецкий) автономный округ | 29 411      | 17 478              | 17 396              | 507                           | 16 889                      | 13 815                          | 3074                                | 81,80                                             |
| 85                       | Усть-Ордынский Бурятский автономный округ      | 82 871      | 57 364              | 57 337              | 996                           | 56 341                      | 45 577                          | 10 764                              | 80,89                                             |
| 86                       | Ханты-Мансийский автономный округ              | 794 131     | 323 408             | 315 601             | 5919                          | 309 682                     | 253 458                         | 56 224                              | 81,84                                             |
| 87                       | Чукотский автономный округ                     | 75 661      | 42 510              | 42 394              | 876                           | 41 518                      | 31 503                          | 10 015                              | 75,88                                             |
| 88                       | Эвенкийский автономный округ                   | 13 863      | 7710                | 7685                | 177                           | 7508                        | 5176                            | 2332                                | 68,94                                             |
| 89                       | Ямало-Ненецкий автономный округ                | 284 532     | 131 055             | 130 175             | 2676                          | 127 499                     | 102 430                         | 25 069                              | 80,34                                             |
| ИТОГО                    | ИТОГО                                          | 106 170 835 | 58 187 755          | 57 726 872          | 1 357 909                     | 56 368 963                  | 32 937 630                      | 23 431 333                          | 58,43                                             |

| Примечания: ¹ Именования ряда регионов (Республики Горный Алтай, Дагестанской Советской Социалистической Республики — Республики Дагестан, Мордовской Советской Социалистической Республики, Северо-Осетинской Советской Социалистической Республики, Республики Тува) изменились с принятием новой Конституции Российской Федерации. ² Власти Республики Татарстан призвали население бойкотировать всенародное голосование (что обусловило крайне низкую явку), но не препятствовали его проведению. ³ Власти Чеченской республики воспрепятствовали проведению всенародного голосования на территории республики. |

При публикации предварительных результатов всенародного голосования публицисты трактовали «скромные его результаты как всенародное одобрение, не беря во внимание сколько республик (9) и областей (10) высказалось против», по условиям проведённого всенародного голосования. Однако в прессе встречались отдельные высказывания о том, что в некоторых регионах оно не состоялось. В двадцати регионах (не считая Чеченской республики) явка составила менее 50 % (во всех из них «за» проголосовало большинство из пришедших). Только в одном регионе — Усть-Ордынском Бурятском автономной округе — «за» проголосовало большинство от всех зарегистрированных избирателей; во всех остальных регионах большинство избирателей не проголосовало «за» (то есть либо не пришли, либо проголосовали «против», либо испортили бюллетень).
Несмотря на то, что в ряде субъектов Российской Федерации всенародное голосование не проводилось, либо большинство населения проголосовало против проекта конституции, это не имело значения для констатации факта принятия Конституции Российской Федерации. Если правовые требования для принятия Конституции, установленные указами Президента России, были соблюдены, то федеральная конституция вступала в действие и на территории таких субъектов (случаи голосования субъектов федерации против принятия федеральной конституции имели место и в других странах, например, ландтаг Баварии отклонил Основной закон ФРГ 1949 года, что не помешало тому вступить в силу для всех земель ФРГ, а в последующем распространить своё действие на присоединённые новые земли).

## Последующие события
В соответствии с п. «и» ч. 2 ст. 22 «Определение результатов всенародного голосования» «Положения о всенародном голосовании по проекту Конституции Российской Федерации 12 декабря 1993 года», утверждённого Указом Президента РФ от 15 октября 1993 года № 1633 «О проведении всенародного голосования по проекту Конституции Российской Федерации», Центризбирком признал всенародное голосование состоявшимся и при подведении его итогов признал Конституцию принятой. Центризбирком также направил текст Конституции Российской Федерации для официального опубликования в газетах «Российская газета» и «Российские вести», в Информационное телеграфное агентство России (ИТАР-ТАСС), а также для издания массовым тиражом издательством «Юридическая литература».
Согласно п. 5 Указа Президента РФ от 15 октября 1993 года № 1633, принятая Конституция Российской Федерации вступила в силу с момента опубликования результатов всенародного голосования. Согласно п. 1 Раздела второго «Заключительные и переходные положения» самой Конституции России, Конституция Российской Федерации вступила в силу «со дня официального её опубликования по результатам всенародного голосования», а «день всенародного голосования 12 декабря 1993 года считается днём принятия Конституции Российской Федерации».
Впервые постановление Центризбиркома об итогах всенародного голосования и официальный текст Конституции Российской Федерации были опубликованы 25 декабря 1993 года в «Российской газете» и «Российских вестях». Перед этим президентом был подписан ряд указов, направленных на приведение законов Российской Федерации в соответствие новой конституции.
Со вступлением в силу новой конституции в стране был установлен новый государственный строй, российские регионы приобрели статус равноправных субъектов федерации, Россия становилась смешанной республикой с двухпалатным парламентом при сохранении на посту действующего на тот момент Президента Российской Федерации Б. Н. Ельцина.
24 февраля 1994 года Президент России направил вновь избранному Федеральному Собранию ежегодное Послание, в котором призвал на практике реализовать положения принятой Конституции Российской Федерации и содержащиеся в Послании политические, экономические и социальные ориентиры внутренней и внешней политики государства:

Россия переживает сейчас один из важнейших этапов развития своей государственности. В конце минувшего года всенародным голосованием была принята первая в её истории демократическая Конституция.
Несмотря на острейшую политическую борьбу и духовный разлад, несмотря на огромную психическую и физическую усталость, российское общество нашло в себе силы сделать трудный, но решающий шаг на пути к обновлению и стабильности. И это многократно повышает его ценность. Долг всех нас, кто напрямую причастен к судьбе России, максимально использовать этот шанс…— Послание Президента РФ Федеральному Собранию от 24 февраля 1994 года «Об укреплении Российского государства».

## Наблюдатели на всенародном голосовании и выборах
К 4 декабря 1993 года в Россию прибыло и прошло аккредитацию Центризбиркома около 600 иностранных наблюдателей.
Руководитель делегации наблюдателей из США директор Международного республиканского института сенатор Маккейн отметил, что «свидетельств того, что выборы были несправедливыми, не было», а сами выборы «подтвердили приверженность России демократическому процессу». Отдельные замечания касались несовершенства избирательного законодательства и скоротечности кампании по проведению голосования и выборов.
Наблюдатели от Парламентской ассамблеи Совета Европы Оле Эсперсен и Фритц Пробст заявили, что «никаких серьёзных нарушений процедуры голосования или фактов воздействия на избирателей не было».
Представитель делегации депутатов Европейского парламента лорд Николас Бетелл отметил, что «в ходе выборов не было нарушений», но обратил внимание на озадаченность и растерянность избирателей по поводу процедуры (при голосовании по проекту Конституции в бюллетене требовалось указать (вычеркнуть) нежелаемый вариант).

## Предположения о фальсификации результатов всенародного голосования
Избирательные бюллетени по выборам в Совет Федерации, Государственную думу и голосованию по проекту Конституции Российской Федерации были уничтожены вскоре после голосования по распоряжению председателя Центризбиркома Н. Т. Рябова. Через несколько месяцев после проведения всенародного голосования поступили замечания об искажениях в отчётах о проценте участия в голосовании, однако они не были ни подтверждены, ни опровергнуты. Отсутствие подробного отчёта о результатах голосования затрудняет оценку соответствующих данных.
В марте 1994 года руководитель рабочей группы по исследованию выборов и референдумов, аналитик администрации Президента России А. А. Собянин, бывший во время всенародного голосования и выборов наблюдателем в Центризбиркоме от блока «Выбор России», высказал в СМИ предположение о фальсификации результатов голосования 12 декабря 1993 года путём подбрасывания миллионов бюллетеней «против» Конституции и «за» ЛДПР и КПРФ.
Позднее, экспертной группой А. А. Собянина при администрации президента был выпущен ряд публикаций о масштабных фальсификациях на всенародном голосовании и выборах, где делался вывод о том, что в голосовании принимало участие не более 46 % от списочного состава избирателей. С началом выхода этих публикаций президентская администрация прекратила сотрудничество с группой А. А. Собянина.
В июне 1994 года Ю. А. Веденеевым и В. И. Лысенко было опубликовано опровержение выводов группы А. А. Собянина.
Вопрос о фальсификации результатов выборов поднимался также редактором журнала «Новое время» К. А. Любарским, требовавшим через СМИ и напрямую от руководителей Центризбиркома Н. Т. Рябова и А. В. Иванченко опубликования полных результатов всенародного голосования и выборов, и направившим соответствующее обращение к депутатам Госдумы. По его мнению, «что касается фальсификаций при голосовании по проекту конституции, то они повсеместно происходили только против принятия конституции».
В 1996 году в докладе М. Г. Филиппова и Питера К. Ордешука, опубликованном Калифорнийским технологическим институтом (где в компьютерном центре в 1994 году проводил расчёты А. А. Собянин), методология и выводы группы А. А. Собянина о фальсификации российских выборов 1993 года были поставлены под сомнение: «не поддаются подтверждению предположения ни о 9,3 миллионов фальсифицированных бюллетеней, ни о явке менее 50 %».

## Памятные мероприятия
Согласно указу Президента России от 19 сентября 1994 года, «в ознаменование принятия всенародным голосованием Конституции Российской Федерации» 12 декабря — день принятия Конституции — был объявлен государственным праздником — «Днём Конституции Российской Федерации». Однако с 1 января 2005 года День Конституции Российской Федерации — 12 декабря — был исключён из числа нерабочих праздничных дней.
14 февраля 2013 года Президент России В. В. Путин подписал распоряжение о праздновании 20-летия принятия Конституции Российской Федерации, после чего в течение года, а также непосредственно 12 декабря 2013 года, прошли памятные мероприятия, приуроченные к 20-летию со дня принятия Конституции Российской Федерации всенародным голосованием. Кроме того, Банк России выпустил в обращение посвящённые этому событию памятные монеты из драгоценных и недрагоценных металлов.

### Комментарии
1. ↑  Не следует путать с референдумом. Проведение референдумов в РСФСР, а затем в Российской Федерации регламентируется законом: Закон РСФСР от 16 октября 1990 года № 241-1 «О референдуме РСФСР» и закон 
«О референдуме Российской Федерации» (с 1995 года). В случае «всенародного голосования» правовая база отсутствует.

### Сноски
1. ↑  См.: Алексеев С., Собчак А. Конституция и судьба России // Известия. — 1992. — № 75 — 30 марта; Владимир Лафитский. Плюсы и минусы альтернативного проекта Конституции // Известия. — 1992. — 7 апреля; и др.
2. ↑  Проект новой Конституции Российской Федерации // Известия. — 1993. — 30 апреля.
3. ↑  Указ Президента РФ от 2 июня 1993 года № 840 «О порядке работы Конституционного совещания Архивная копия от 29 марта 2014 на Wayback Machine» (вместе с «Регламентом работы Конституционного совещания») // Собрание актов Президента и Правительства РФ. — 1993. — № 23. — Ст. 2105.
4. 1 2  Указ Президента Российской Федерации от 21 сентября 1993 года № 1400 «О поэтапной конституционной реформе в Российской Федерации» // Собрание актов Президента и Правительства РФ. — 1993. — № 39. — Ст. 3597.
5. ↑  Распоряжение Президента РФ от 11 октября 1993 года № 685-рп «Об образовании Государственной палаты Конституционного совещания Архивная копия от 29 марта 2014 на Wayback Machine» // Собрание актов Президента и Правительства РФ. — 1993. — № 42. — Ст. 3999.
6. ↑  См.: Распоряжение Президента РФ от 11 октября 1993 года № 686-рп «Об утверждении Положения об Общественной палате Конституционного совещания Архивная копия от 29 марта 2014 на Wayback Machine» // Собрание актов Президента и Правительства РФ. — 1993. — № 42. — Ст. 4000.
7. 1 2 3 4  Борис Ельцин: Как президент, я больше других заинтересован в социальной стабильности // Известия. — 1993. — 16 ноября.
8. ↑  Распоряжение Президента РФ от 5 ноября 1993 года № 717-рп «О завершении работы над проектом Конституции Российской Федерации Архивная копия от 29 марта 2014 на Wayback Machine» // Собрание актов Президента и Правительства РФ. — 1993. — № 45. — Ст. 4378.
9. ↑  См.: Указ Президента РФ от 6 ноября 1993 года № 1845 «О проекте Конституции Российской Федерации, представляемом на всенародное голосование Архивная копия от 29 марта 2014 на Wayback Machine» // Собрание актов Президента и Правительства РФ. — 1993. — № 45. — Ст. 4332.
10. ↑  Проект Конституции Российской Федерации // Известия. — 1993. — 10 ноября.
11. ↑  Указ Президента РФ от 1 октября 1993 года № 1557 «Об утверждении уточненной редакции Положения о выборах депутатов Государственной думы в 1993 году и внесении изменений и дополнений в Положение о федеральных органах власти на переходный период Архивная копия от 7 апреля 2014 на Wayback Machine» // Собрание актов Президента и Правительства Российской Федерации. — 1993. — № 41. — Ст. 3907; Указ Президента РФ от 11 октября 1993 года № 1626 «О выборах в Совет Федерации Федерального собрания Российской Федерации Архивная копия от 7 апреля 2014 на Wayback Machine» (вместе с «Положением о выборах Депутатов Совета Федерации Федерального Собрания Российской Федерации в 1993 году») // Собрание актов Президента и Правительства Российской Федерации. — 1993. — № 42. — Ст. 3994; Указ Президента РФ от 15 октября 1993 года № 1633 «О проведении всенародного голосования по проекту Конституции Российской Федерации» // Собрание актов Президента и Правительства РФ. — 1993. — № 42. — Ст. 3995; Указ Президента РФ от 6 ноября 1993 года № 1843 «О финансировании расходов на проведение всенародного голосования по проекту Конституции Российской Федерации Архивная копия от 7 апреля 2014 на Wayback Machine» // Собрание актов Президента и Правительства РФ. — 1993. — № 45. — Ст. 4330; и др.
12. ↑  Указ Президента РФ от 15 октября 1993 года № 1633 «О проведении всенародного голосования по проекту Конституции Российской Федерации» // Собрание актов Президента и Правительства РФ. — 1993. — № 42. — Ст. 3995.
13. ↑  Закон РСФСР от 16 октября 1990 года № 241-1 «О референдуме РСФСР» // Ведомости СНД и ВС РСФСР. — № 21. — Ст. 230.
14. ↑  Федеральный конституционный закон от 10 октября 1995 года № 2-ФКЗ «О референдуме Российской Федерации» // Собрание законодательства Российской Федерации. — № 42. — Ст. 3921. (вступил в силу 16 октября 1995 года).
15. ↑  Референдумы Российской Федерации. www.politika.su. Дата обращения: 20 апреля 2022. Архивировано 1 апреля 2022 года.
16. ↑  Председатель ВС Башкортостана критикует проект Конституции // Известия. — 1993. — 18 ноября.
17. ↑  Обращение Пермского обкома КПРФ к избирателям с призывом голосовать против принятия проекта новой конституции во время проведения всероссийского референдума от 22 ноября 1993 года Архивная копия от 7 апреля 2014 на Wayback Machine // Пермский государственный архив новейшей истории. — Ф. 1375. — Оп. 1. — Д. 12. — Л. 50
18. ↑  Листовка, призывающая голосовать против проекта новой конституции во время проведения всероссийского референдума 1993 г. Архивная копия от 7 апреля 2014 на Wayback Machine // Пермский государственный архив новейшей истории. — Ф. 1375. — Оп. 1. — Д. 12. — Л. 36.
19. ↑  Владимир Жириновский: Демократия тоже предусматривает насилие // Известия. — 1993. — 30 ноября.
20. ↑  Центризбирком и Третейский суд пытаются разобраться с «нехорошими» агитаторами // Известия. — 1993. — 27 ноября.
21. ↑  Василий Кононенко. Где будет парламент — решено, а кто там будет — не ясно // Известия. — 1993. — 27 ноября.
22. ↑  Отто Лацис. В. Шумейко делит нелояльные к проекту Конституции партии на два сорта // Известия. — 1993. — 1 декабря.
23. ↑  Третейский суд: Обращение Шумейко не основывается на законодательстве о предвыборной агитации // Известия. — 1993. — 2 декабря.
24. ↑  Центризбирком не удовлетворил требование Шумейко // Известия. — 1993. — 3 декабря.
25. ↑  Леонид Никитинский. Третейский суд заметил «фол» Шумейко, однако не в его компетенции показывать красные карточки нарушителям в предвыборной борьбе // Известия. — 1993 — 3 декабря.
26. ↑  Принять новую Конституцию, значит защитить Россию от повторения октябрьских событий // Известия. — 1993. — 10 декабря.
27. ↑  Нам есть из кого выбирать // Российская газета. — 1993. — 11 декабря.
28. 1 2  12 декабря телевидение готовит зрителям бессонную ночь // Известия. — 1993. — 10 декабря
29. ↑  Лидия Польская, Григорий Симанович. «Ларец пожеланий» телекомпании «Останкино» // Известия. — 1993. — 14 декабря
30. ↑  Михаил Карпов. Как встретишь новый год, так его и проживешь // Новая газета. — 1993. — 14 декабря.
31. ↑  См.: Бочкарёва Н. 12.12.1993: Страна встречает «новый политический год» // Новейшая история отечественного кино. 1986—2000. Кино и контекст. Т. VI. — СПб.: Сеанс, 2004.
32. 1 2 3  Михаил Филиппов. Воображая фальсификации: споры о волеизъявлении 1993 года Архивная копия от 16 июня 2019 на Wayback Machine // Неприкосновенный запас. — 2008. — № 5 (61).
33. ↑  Заявление Центральной избирательной комиссии по выборам в Совет Федерации и по выборам в Государственную Думу Федерального Собрания Российской Федерации от 13 декабря 1993 года № 139 // Российская газета. — 1993. — 14 декабря.
34. ↑  Указ Президента РФ от 19 октября 1993 года № 1661 «О некоторых мерах по обеспечению государственной и общественной безопасности в период проведения избирательной кампании 1993 года Архивная копия от 7 января 2012 на Wayback Machine» // Собрание актов Президента и Правительства РФ. — 1993. — № 43. — Ст. 4080.
35. ↑  Радик Батыршин. «Конституцию России необходимо довести до кондиции», — считает первый президент республики // Независимая газета. — 1993. — 16 декабря.
36. ↑  См.: Заявление Президента и Председателя Верховного Совета Республики Татарстан 24 июня 1993 года / Белая книга Татарстана. Путь к суверенитету // Журнал «Панорама-Форум». — 1996. — № 8 (Специальный выпуск).
37. 1 2  Борис Бронштейн. У национальных и коммунистических лидеров Татарстана обнаружился общий интерес // Известия. — 1993. — 10 ноября.
38. ↑  Борис Бронштейн. Татарстан по-прежнему настаивает на своём особом статусе // Известия. — 1993. — 30 ноября.
39. ↑  Борис Бронштейн. Агитация против выборов ведётся в Татарстане с большим размахом // Известия. — 1993. — 7 декабря.
40. ↑  Анас Хасанов, Александр Гагуа. «Мы нанизаны на единую нить»: Президент Татарстана Минтимер Шаймиев предостерегает от простых решений // Независимая газета. — 1993. — 10 декабря.
41. ↑  Протокол окружной комиссии по Татарстанскому избирательному округу 16 «Результаты всенародного голосования по проекту Конституции Российской Федерации 12 декабря 1993 года в Республике Татарстан» / Белая книга Татарстана. Путь к суверенитету // Журнал «Панорама-Форум». — 1996. — № 8 (Специальный выпуск).
42. 1 2 3  Итоги Всенародного голосования по проекту Конституции Российской Федерации 12 декабря 1993 года Архивная копия от 8 июня 2012 на Wayback Machine // Официальный интернет-портал Центральной избирательной комиссии Российской Федерации.
43. 1 2 3  Что ты выбрала страна? 12 декабря в сообщениях наших корреспондентов // Известия. — 1993. — 14 декабря.
44. ↑  См.: Дмитрий Михайлин. Избиратели сделали свой выбор: Татарстан // Российская газета. — 1993. — 15 декабря; Сами себя исключили // Российская газета. — 1993. — 16 декабря.
45. ↑  Договор Российской Федерации и Республики Татарстан от 15 февраля 1994 года «О разграничении предметов ведения и взаимном делегировании полномочий между органами государственной власти Российской Федерации и органами государственной власти Республики Татарстан».
46. ↑  Александра Луговская. C конституцией у России всё в порядке. С парламентом предвидятся сложности // Известия. — 1993. — 14 декабря; Конституцию кажется, приняли // Независимая газета. — 1993. — 14 декабря; Лев Корнешов. У России есть Конституция! // Российская газета. — 1993. — 14 декабря; и др.
47. ↑  Владимир Янченков. Россияне поддержали курс реформ: Председатель Центризбиркома Николай Рябов о предварительных итогах голосования // Российская газета. — 1993. — 15 декабря.
48. 1 2  Валерий Выжутович. Новая конституция принята, угроза сепаратизма остаётся // Известия. — 1993. — 22 декабря.
49. ↑  Пресс-конференция Президента России: сообщение ИТАР-ТАСС // Известия. — 1993. — 23 декабря.
50. 1 2  Постановление Центральной избирательной комиссии Российской Федерации от 20 декабря 1993 года № 142 «О результатах всенародного голосования по проекту Конституции Российской Федерации Архивная копия от 8 июня 2012 на Wayback Machine» // Российская газета. — 1993. — 25 декабря.
51. ↑  Результаты референдума 12 декабря 1993 по проекту Конституции Российской Федерации Архивная копия от 31 октября 2010 на Wayback Machine — А. А. Собянин, В. Г. Суховольский. Демократия, ограниченная фальсификациями: выборы и референдумы в России в 1991-93 гг.
52. ↑  Чиркин В. Е. К вопросу о ценности российской Конституции 1993 г. // Актуальные проблемы российского права. — 2013. — № 12. — С. 1517—1522.
53. ↑  См.: Указ Президента РФ от 23 декабря 1993 года № 2277 «О преобразовании и реорганизации Совета Министров — Правительства РФ (недоступная ссылка)» // Собрание актов Президента и Правительства РФ. — 1993. — № 52. — Ст. 5080; Указ Президента РФ от 24 декабря 1993 года № 2288 «О мерах по приведению законодательства Российской Федерации в соответствие с Конституцией Российской Федерации (недоступная ссылка)» // Собрание актов Президента и Правительства РФ. — 1993. — № 52. — Ст. 5086.
54. 1 2  Послание Президента РФ Федеральному Собранию от 24 февраля 1994 года «Об укреплении Российского государства (Основные направления внутренней и внешней политики)» // Российская газета. — 1994. — 25 февраля.
55. ↑  В Россию прибыли 600 иностранных наблюдателей // Известия. — 1993. — 4 декабря.
56. ↑  Александр Шальнев. Наблюдатели из США: В целом довольны, но есть проблемы // Известия. — 1993. — 14 декабря.
57. ↑  Наблюдатели: нарушений не было // Российская газета. — 1993. — 14 декабря.
58. ↑  Николас Бетелл. Демократия с примесью безумия // Известия. — 1993. — 15 декабря.
59. 1 2  Собянин А. А., Суховольский В. Г. Демократия, ограниченная фальсификациями: выборы и референдумы в России в 1991—1993 гг. — М.: Проектная группа по правам человека; Издательство ИНТУ, 1995. — 266 с. Архивировано 28 сентября 2007 года. Архивированная копия. Дата обращения: 28 августа 2007. Архивировано 28 сентября 2007 года.
60. ↑  Платковский В. В. Референдум в России: итоги демократических преобразований // Социологические исследования. — 1995. — № 10.
61. ↑  Собянин А. А., Суховольский В. Г. В королевстве кривых зеркал // Сегодня. — 1994. — 10 марта.
62. ↑  Валерий Выжутович. Центризбирком превращается в политическое ведомство // Известия. — 1994. — 4 мая.
63. ↑  Собянин А. А., Суховольский В. Г. Итоги выборов 12 декабря 1993 года и будущий федеральный закон о выборах // Конституционное право: восточноевропейское обозрение. — 1994. — № 1. — С. 2—10.
64. ↑  Собянин А. А. Тайна выборов 12 декабря // Открытая политика: Либеральный журнал российской политической жизни. — 1995. — № 4 (6). — С. 20—29.
65. ↑  Собянин А. А., Суховольский В. Г. Как организовать контроль на выборах? Пособие для кандидатов в депутаты и наблюдателей. — М.: Евразия, 1995. — 86 с. — ISBN 5-88268-011-5.
66. ↑  См.: Пленарное заседание Госдумы (комментарий) Архивная копия от 21 октября 2007 на Wayback Machine // Коммерсантъ. — 1994. — 26 мая.
67. ↑  Веденеев Ю. А., Лысенко В. И. Выборы 93: уроки и альтернативы // Независимая газета. — 1994. — № 119 (798). — 28 июня.
68. ↑  Кронид Любарский. Фальсификация // Новое время. — 1994. — № 7.
69. ↑  Кронид Любарский, Александр Собянин. Фальсификация — 3 // Новое время. — 1995. — № 15. — С. 6-12.
70. ↑  Mikhail Filippov, Peter C. Ordeshook[англ.]. Fraud or Fiction: Who Stole What in Russia’s December 1993 Elections // Working Papers № 963. California Institute of Technology. Division of the Humanities and Social Sciences. — 1996. — P. 2, 6.
71. ↑  Указ Президента РФ от 19 сентября 1994 года № 1926 «О Дне Конституции Российской Федерации Архивная копия от 7 апреля 2014 на Wayback Machine» // Собрание законодательства РФ. — 1994. — № 22. — Ст. 2466.
72. ↑  Федеральный закон от 29 декабря 2004 года № 201-ФЗ «О внесении изменений в статью 112 Трудового кодекса Российской Федерации» // Собрание законодательства РФ. — 2005. — № 1 (часть 1). — Ст. 27.
73. ↑  Распоряжение Президента РФ от 14 февраля 2013 года № 58-рп «О праздновании 20-летия принятия Конституции Российской Федерации Архивная копия от 6 августа 2013 на Wayback Machine».
74. ↑  Информация от 29 ноября 2013 года «О выпуске в обращение монет из драгоценных и недрагоценных металлов Архивная копия от 7 апреля 2014 на Wayback Machine» // Официальный сайт Центрального банка Российской Федерации (Банка России).